# Star 1142
Le Star 1142 est un camion polonais fabriqué entre 1986 et 2000 par Fabryka Samochodów Ciężarowych „Star”. Il est le successeur du Star 200.

## Historique

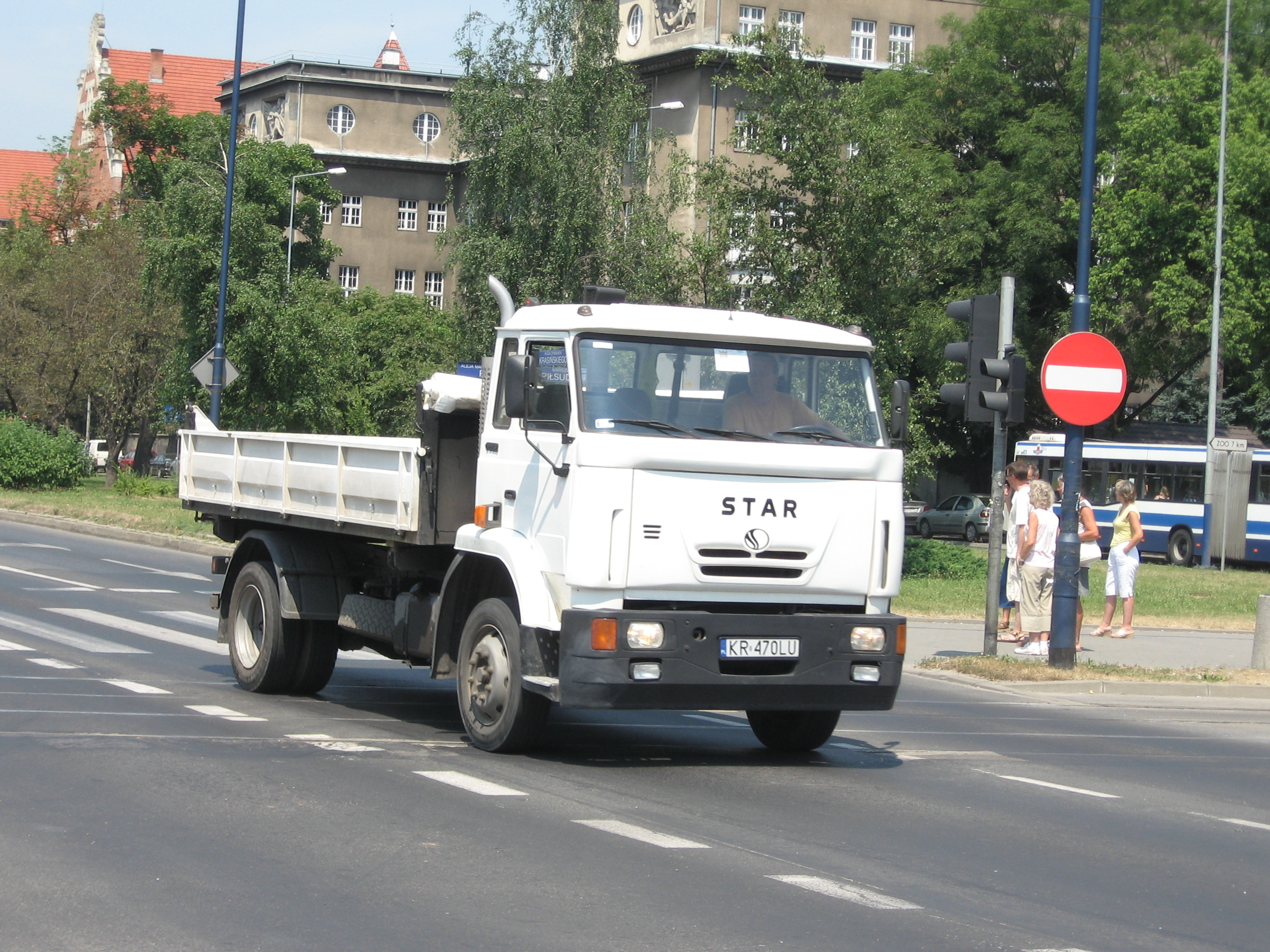
Star 1142 avec une cabine modernisée

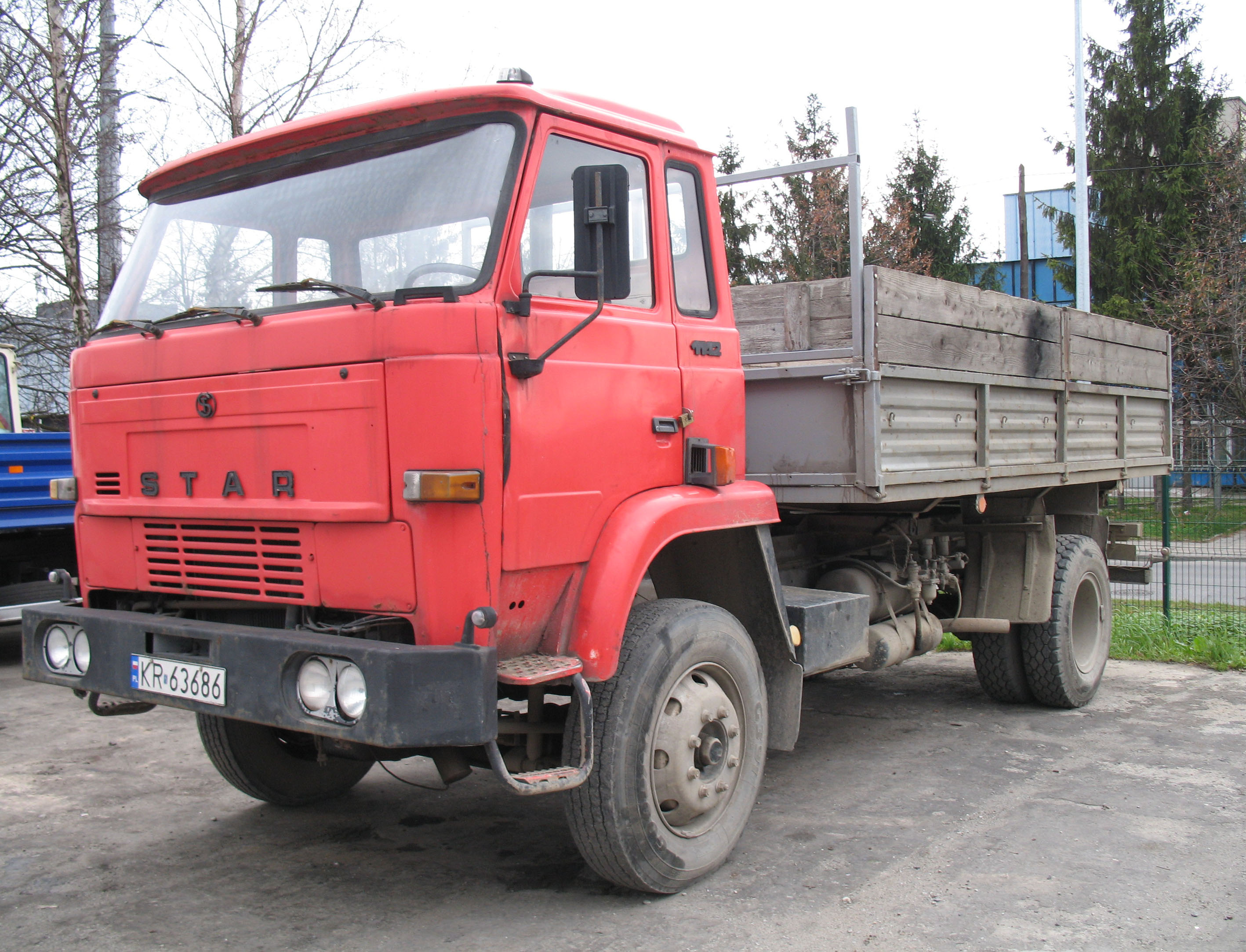
Star 1142 de premières années de fabrication

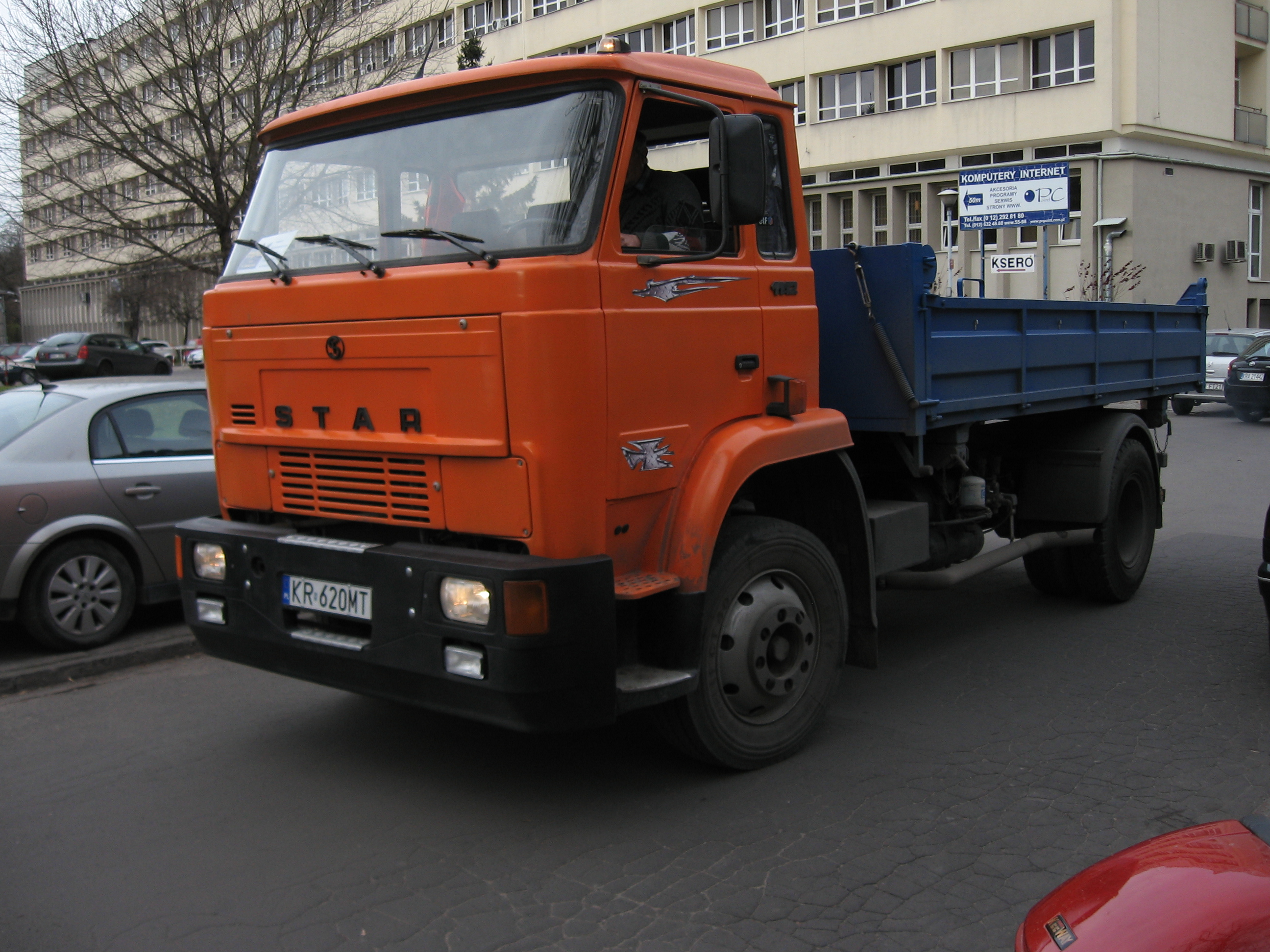
Star 1142

Le modèle de base produit par l'usine de Starachowice, le Star 200 devient obsolète au début des années 1980. La crise économique ne permet pas de le remplacer par un modèle entièrement nouveau. Il a donc fallu recourir à une modernisation profonde du Star 200. L'effet de ce travail est le Star 1142 qui ne rappelle son prédécesseur que par apparence.
La cabine, malgré ses ressemblances aux modèles précédents, est de conception nouvelle. Elle devient basculante (première dans des camions Star). Améliorée technologiquement, elle possède moins de pièces embouties, moins de points de soudures et une meilleure protection anti-corrosion. En même temps elle est de type modulaire ce qui permet de produire sur les mêmes lignes de montage des cabines de Star 200. Son toit est plus profondément embouti, la calandre est entièrement nouvelle ainsi que les garde-boues, les portières sont raccourcies (équipées de poignées de la Fiat Polski 126P). La cabine reçoit également des nouveaux sièges et rétroviseurs. Grâce à l'emploi de deux essuie-glaces (au lieu de trois, comme c'était le cas dans des modèles précédents) la surface nettoyée est agrandie.
Trois réservoirs d'air comprimé sont introduits à la place d'un seul. Le reversoir de carburant est plus léger et plus résistant à la corrosion. L'échappement génère moins de bruit que ses prédécesseurs. Le pare-chocs avant, bien qu'il ait la même apparence que celui du Star 200 est construit différemment.

## Motorisation
- moteur diesel S359M 6 cylindres de 6840 cm³ développant 150 ch
- moteur diesel T359E 6 cylindres de 6840 cm³ développant 170 ch